# Hickory Ridge (Arkansas)
Hickory Ridge est une ville située dans l’État américain de l'Arkansas, dans le comté de Cross.